# Eleições autárquicas portuguesas de 1989 no distrito de Bragança
| Eleições autárquicas portuguesas de 1989 Distritos: Aveiro \| Beja \| Braga \| Bragança \| Castelo Branco \| Coimbra \| Évora \| Faro \| Guarda \| Leiria \| Lisboa \| Portalegre \| Porto \| Santarém \| Setúbal \| Viana do Castelo \| Vila Real \| Viseu \| Açores \| Madeira |

## Resultados por concelho
Os resultados nos concelhos do distrito de Bragança foram os seguintes:

### Alfândega da Fé
| Partido                 | Partido                        | Votos | %               | +/-   | Vereadores | +/-     |
| ----------------------- | ------------------------------ | ----- | --------------- | ----- | ---------- | ------- |
|                         | Partido Socialista             | 2 139 | 46,99 / 100,00  | 24,93 | 3 / 5      | 2       |
|                         | Partido Social Democrata       | 1 313 | 28,84 / 100,00  | 20,89 | 1 / 5      | 2       |
|                         | Centro Democrático Social      | 788   | 17,31 / 100,00  | 2,11  | 1 / 5      | Estável |
|                         | Coligação Democrática Unitária | 111   | 2,44 / 100,00   | 6,35  | 0 / 5      | Estável |
| Votos Inválidos         | Votos Inválidos                | 201   | 4,41 / 100,00   | 0,19  |            |         |
| Total                   | Total                          | 4 552 | 100,00 / 100,00 |       | 5 / 5      |         |
| Eleitorado/Participação | Eleitorado/Participação        | 6 124 | 74,33 / 100,00  | 9,23  |            |         |

### Bragança
| Partido                 | Partido                        | Votos  | %               | +/-   | Vereadores | +/-     |
| ----------------------- | ------------------------------ | ------ | --------------- | ----- | ---------- | ------- |
|                         | Partido Socialista             | 7 725  | 44,76 / 100,00  | 32,10 | 4 / 7      | 3       |
|                         | Partido Social Democrata       | 6 622  | 38,37 / 100,00  | 14,26 | 3 / 7      | 1       |
|                         | Centro Democrático Social      | 1 701  | 9,86 / 100,00   | 36,80 | 0 / 7      | 4       |
|                         | Coligação Democrática Unitária | 443    | 2,57 / 100,00   | 5,62  | 0 / 7      | Estável |
| Votos Inválidos         | Votos Inválidos                | 769    | 4,46 / 100,00   | 0,04  |            |         |
| Total                   | Total                          | 17 260 | 100,00 / 100,00 |       | 7 / 7      |         |
| Eleitorado/Participação | Eleitorado/Participação        | 29 926 | 57,68 / 100,00  | 1,37  |            |         |

### Carrazeda de Ansiães
| Partido                 | Partido                        | Votos | %               | +/-   | Vereadores | +/-     |
| ----------------------- | ------------------------------ | ----- | --------------- | ----- | ---------- | ------- |
|                         | Partido Social Democrata       | 2 558 | 44,76 / 100,00  | -     | 3 / 5      | -       |
|                         | Partido Socialista             | 1 865 | 32,63 / 100,00  | 12,99 | 2 / 5      | 1       |
|                         | Centro Democrático Social      | 757   | 13,25 / 100,00  | 41,40 | 0 / 5      | 3       |
|                         | Partido Renovador Democrático  | 178   | 3,11 / 100,00   | 15,05 | 0 / 5      | 1       |
|                         | Coligação Democrática Unitária | 103   | 1,80 / 100,00   | 1,18  | 0 / 5      | Estável |
| Votos Inválidos         | Votos Inválidos                | 254   | 4,45 / 100,00   | 0,13  |            |         |
| Total                   | Total                          | 5 715 | 100,00 / 100,00 |       | 5 / 5      |         |
| Eleitorado/Participação | Eleitorado/Participação        | 8 327 | 68,63 / 100,00  | 3,25  |            |         |

### Freixo de Espada à Cinta
| Partido                 | Partido                        | Votos | %               | +/-   | Vereadores | +/-     |
| ----------------------- | ------------------------------ | ----- | --------------- | ----- | ---------- | ------- |
|                         | Partido Socialista             | 1 692 | 50,30 / 100,00  | 7,55  | 3 / 5      | 1       |
|                         | Partido Social Democrata       | 1 084 | 32,22 / 100,00  | 13,21 | 2 / 5      | 1       |
|                         | Centro Democrático Social      | 401   | 11,92 / 100,00  | -     | 0 / 5      | -       |
|                         | Coligação Democrática Unitária | 44    | 1,31 / 100,00   | 5,88  | 0 / 5      | Estável |
| Votos Inválidos         | Votos Inválidos                | 143   | 4,26 / 100,00   | 0,37  |            |         |
| Total                   | Total                          | 3 364 | 100,00 / 100,00 |       | 5 / 5      |         |
| Eleitorado/Participação | Eleitorado/Participação        | 4 616 | 72,88 / 100,00  | 6,61  |            |         |

### Macedo de Cavaleiros
| Partido                 | Partido                        | Votos  | %               | +/-  | Vereadores | +/-     |
| ----------------------- | ------------------------------ | ------ | --------------- | ---- | ---------- | ------- |
|                         | Partido Social Democrata       | 4 149  | 37,80 / 100,00  | 2,29 | 3 / 7      | Estável |
|                         | Centro Democrático Social      | 4 026  | 36,68 / 100,00  | 4,64 | 3 / 7      | Estável |
|                         | Partido Socialista             | 2 065  | 18,82 / 100,00  | 2,52 | 1 / 7      | Estável |
|                         | Coligação Democrática Unitária | 227    | 2,07 / 100,00   | 0,59 | 0 / 7      | Estável |
| Votos Inválidos         | Votos Inválidos                | 508    | 4,62 / 100,00   | 0,75 |            |         |
| Total                   | Total                          | 10 975 | 100,00 / 100,00 |      | 7 / 7      |         |
| Eleitorado/Participação | Eleitorado/Participação        | 16 990 | 64,60 / 100,00  | 3,71 |            |         |

### Miranda do Douro
| Partido                 | Partido                        | Votos | %               | +/-  | Vereadores | +/-     |
| ----------------------- | ------------------------------ | ----- | --------------- | ---- | ---------- | ------- |
|                         | Partido Socialista             | 3 218 | 53,58 / 100,00  | 6,76 | 3 / 5      | 1       |
|                         | Partido Social Democrata       | 2 269 | 37,78 / 100,00  | 9,26 | 2 / 5      | 1       |
|                         | Centro Democrático Social      | 187   | 3,11 / 100,00   | -    | 0 / 5      | -       |
|                         | Coligação Democrática Unitária | 59    | 0,98 / 100,00   | 0,40 | 0 / 5      | Estável |
| Votos Inválidos         | Votos Inválidos                | 273   | 4,54 / 100,00   | 0,23 |            |         |
| Total                   | Total                          | 6 006 | 100,00 / 100,00 |      | 5 / 5      |         |
| Eleitorado/Participação | Eleitorado/Participação        | 8 263 | 72,69 / 100,00  | 8,40 |            |         |

### Mirandela
| Partido                 | Partido                        | Votos  | %               | +/-   | Vereadores | +/-     |
| ----------------------- | ------------------------------ | ------ | --------------- | ----- | ---------- | ------- |
|                         | Centro Democrático Social      | 6 852  | 46,36 / 100,00  | 20,03 | 4 / 7      | 2       |
|                         | Partido Social Democrata       | 4 688  | 31,72 / 100,00  | 13,20 | 2 / 7      | 2       |
|                         | Partido Socialista             | 2 095  | 14,17 / 100,00  | 1,96  | 1 / 7      | Estável |
|                         | Coligação Democrática Unitária | 578    | 3,91 / 100,00   | 1,99  | 0 / 7      | Estável |
| Votos Inválidos         | Votos Inválidos                | 567    | 3,83 / 100,00   | 0,25  |            |         |
| Total                   | Total                          | 14 780 | 100,00 / 100,00 |       | 7 / 7      |         |
| Eleitorado/Participação | Eleitorado/Participação        | 22 941 | 64,43 / 100,00  | 2,51  |            |         |

### Mogadouro
| Partido                 | Partido                        | Votos  | %               | +/-   | Vereadores | +/-     |
| ----------------------- | ------------------------------ | ------ | --------------- | ----- | ---------- | ------- |
|                         | Partido Social Democrata       | 3 213  | 41,74 / 100,00  | 2,52  | 3 / 7      | Estável |
|                         | Partido Socialista             | 3 089  | 40,13 / 100,00  | 9,73  | 3 / 7      | 1       |
|                         | Centro Democrático Social      | 996    | 12,94 / 100,00  | 10,18 | 1 / 7      | 1       |
|                         | Coligação Democrática Unitária | 115    | 1,49 / 100,00   | 1,17  | 0 / 7      | Estável |
| Votos Inválidos         | Votos Inválidos                | 285    | 3,70 / 100,00   | 0,90  |            |         |
| Total                   | Total                          | 7 698  | 100,00 / 100,00 |       | 7 / 7      |         |
| Eleitorado/Participação | Eleitorado/Participação        | 11 850 | 64,96 / 100,00  | 9,20  |            |         |

### Torre de Moncorvo
| Partido                 | Partido                        | Votos  | %               | +/-  | Vereadores | +/-     |
| ----------------------- | ------------------------------ | ------ | --------------- | ---- | ---------- | ------- |
|                         | Partido Socialista             | 4 326  | 56,62 / 100,00  | 1,27 | 4 / 7      | Estável |
|                         | Partido Social Democrata       | 2 951  | 38,63 / 100,00  | 3,25 | 3 / 7      | Estável |
|                         | Coligação Democrática Unitária | 92     | 1,20 / 100,00   | 2,63 | 0 / 7      | Estável |
| Votos Inválidos         | Votos Inválidos                | 271    | 3,55 / 100,00   | 1,89 |            |         |
| Total                   | Total                          | 7 640  | 100,00 / 100,00 |      | 7 / 7      |         |
| Eleitorado/Participação | Eleitorado/Participação        | 11 069 | 69,02 / 100,00  | 5,45 |            |         |

### Vila Flor
| Partido                 | Partido                        | Votos | %               | +/-   | Vereadores | +/-     |
| ----------------------- | ------------------------------ | ----- | --------------- | ----- | ---------- | ------- |
|                         | Partido Social Democrata       | 2 142 | 39,14 / 100,00  | 2,40  | 2 / 5      | Estável |
|                         | Centro Democrático Social      | 1 688 | 30,84 / 100,00  | 12,55 | 2 / 5      | 1       |
|                         | Partido Socialista             | 1 089 | 19,90 / 100,00  | 13,37 | 1 / 5      | 1       |
|                         | Coligação Democrática Unitária | 368   | 6,72 / 100,00   | 2,15  | 0 / 5      | Estável |
| Votos Inválidos         | Votos Inválidos                | 186   | 3,40 / 100,00   | 1,06  |            |         |
| Total                   | Total                          | 5 473 | 100,00 / 100,00 |       | 5 / 5      |         |
| Eleitorado/Participação | Eleitorado/Participação        | 7 668 | 71,37 / 100,00  | 0,47  |            |         |

### Vimioso
| Partido                 | Partido                        | Votos | %               | +/-   | Vereadores | +/-     |
| ----------------------- | ------------------------------ | ----- | --------------- | ----- | ---------- | ------- |
|                         | Partido Socialista             | 2 409 | 55,96 / 100,00  | 10,68 | 3 / 5      | Estável |
|                         | Partido Social Democrata       | 1 619 | 37,61 / 100,00  | 15,28 | 2 / 5      | 1       |
|                         | Coligação Democrática Unitária | 32    | 0,74 / 100,00   | 0,55  | 0 / 5      | Estável |
| Votos Inválidos         | Votos Inválidos                | 245   | 5,69 / 100,00   | 0,45  |            |         |
| Total                   | Total                          | 4 305 | 100,00 / 100,00 |       | 5 / 5      |         |
| Eleitorado/Participação | Eleitorado/Participação        | 6 364 | 67,65 / 100,00  | 0,13  |            |         |

### Vinhais
| Partido                 | Partido                        | Votos  | %               | +/-   | Vereadores | +/-     |
| ----------------------- | ------------------------------ | ------ | --------------- | ----- | ---------- | ------- |
|                         | Partido Social Democrata       | 4 324  | 49,52 / 100,00  | 9,09  | 4 / 7      | 1       |
|                         | Partido Socialista             | 3 295  | 37,73 / 100,00  | 36,26 | 3 / 7      | 3       |
|                         | Centro Democrático Social      | 755    | 8,65 / 100,00   | 44,33 | 0 / 7      | 4       |
|                         | Coligação Democrática Unitária | 44     | 0,50 / 100,00   | 0,95  | 0 / 7      | Estável |
| Votos Inválidos         | Votos Inválidos                | 314    | 3,59 / 100,00   | 0,08  |            |         |
| Total                   | Total                          | 8 732  | 100,00 / 100,00 |       | 7 / 7      |         |
| Eleitorado/Participação | Eleitorado/Participação        | 12 957 | 67,39 / 100,00  | 0,46  |            |         |